# مالا پلانا (سمدروسکا پالانکا)
مالا پلانا (به صربی: Mala Plana) یک منطقهٔ مسکونی در صربستان است که در اسمدرفسکا پلانکا واقع شده‌است. مالا پلانا ۸۸۷ نفر جمعیت دارد.